# Az első fotográfia a Holdról

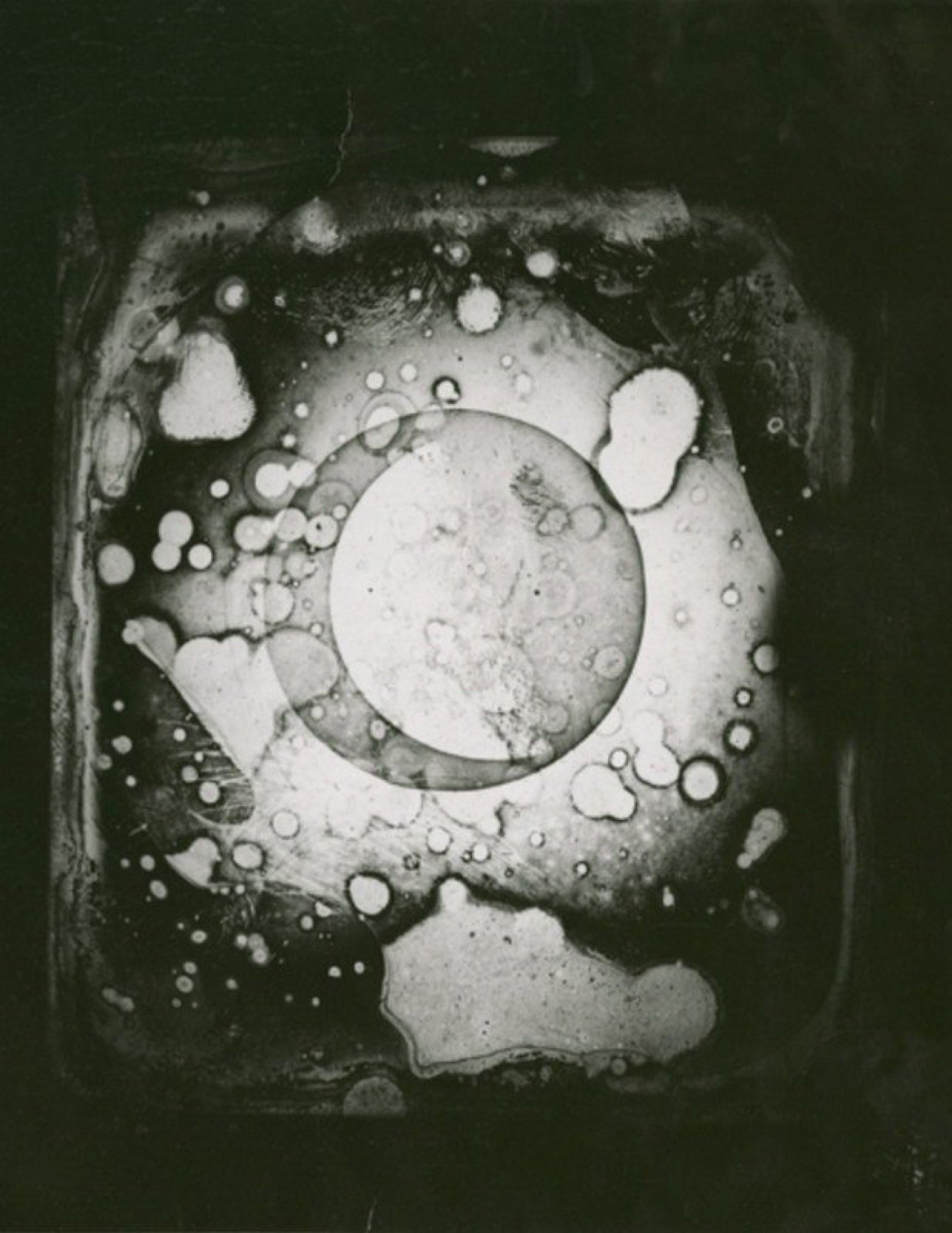
John W. Draper Holdról készült dagerrotípiája (1840)

Az első fennmaradt fotográfiát a Holdról John W. Draper angol tudós készítette 1840. március 26-án, és ezzel megteremtette az asztrofotózást.

## Története
Bár Drapernek tulajdonítják az első holdfotót, de nem ő volt az első, aki a Holdról felvételeket készített. Megelőzte őt Louis Daguerre, aki 1839 januárjában (más források szerint 1840-ben) már sikerrel járt, azonban laboratóriuma 1840 márciusában leégett, és ezek a dagerrotípiák (több más felvétellel együtt) megsemmisültek.
Draper 1839-ben a New York-i egyetemen kapott professzori állást. Nem sokkal azután, hogy értesült Daguerre találmányáról – a dagerrotip eljárásról – maga is nekilátott a fotográfia felfedezésének. 1839–1840 telén folytatott kísérleteket, abból a célból, hogy a Holdról felvételeket készítsen. Számos eredménytelen próbálkozás után végül tavasszal sikerrel járt. A New York-i Egyetem obszervatóriumának tetején felállított kamerájával mintegy 30 perces expozíciós idővel sikerült rögzítenie a növésben lévő hold képét. Ez az idő azonban kissé hosszúnak bizonyult: a túlexponálás következtében a lemez egy része megfeketedett.
A következő alkalommal két lencsével és még hosszabb megvilágítási idővel újabb képet készített, az eredmény egy részletgazdagabb fotográfia lett, melyen a Hold felszíne is kivehető volt. Eredményeiről 1840. március 23-án számolt be eredményeiről a New York-i Lyceum of Natural Historyban. Draper tovább folytatta fotókísérleteit: három nappal később készítette azt a máig fennmaradt – tükörfordított – felvételt, melyet áprilisban a Lyceum of Natural Historyban hoztak nyilvánosságra.
A felvétel ma a New York-i Egyetem Archívumában található.